# Městský znak Splitu
Znak Splitu, druhého největšího chorvatského města a správního střediska Splitsko-dalmatské župy, je tvořen obdélníkovým štítem, jehož základem je stylizované zobrazení severního průčelí Diokleciánova paláce a zvonice splitské katedrály v původní výši. V (heraldicky) levém horním rohu městského znaku je historický chorvatský státní znak v podobě štítu a v pravém horním rohu je štít stejné velikosti a tvaru, ve němž je v modrém poli vyobrazen patron města – světec a biskup sv. Domnius. Znak je orámován gotickými čtverci.
Znak je spolu s vlajkou a hymnou symbolem města.

## Historie
Podle písemných svědectví používalo město Split vlastní znak již na počátku 14. století. Jeden z nejstarších reliéfů městského znaku se nachází ve východní části staré splitské radnice. Malý čtvercový reliéf 51 cm široký a 59 cm vysoký se nachází podél přízemních arkád. Je orámován střídajícími se zuby, což je motiv běžný v románském a gotickém období. Dva malé erby umístěné mezi rámem a zvonicí na obou stranách jsou ztraceny, ale zachoval se tvar hrotitého štítu, který se pravidelně používal v erbech ve 13. a 14. století. 
Městský znak se oficiálně užíval až do konce druhé světové války v roce 1945, poté bylo jeho veřejné užívání zrušeno.
V roce 1969, za socialistické Jugoslávie, se začal užívat upravený městský znak s červenou hvězdou v (heraldicky) levém horním rohu.
V roce 1991, po rozpadu Jugoslávie a vzniku Chorvatska, byla ve znaku nahrazena hvězda za postavu sv. Dujma (Domnia).

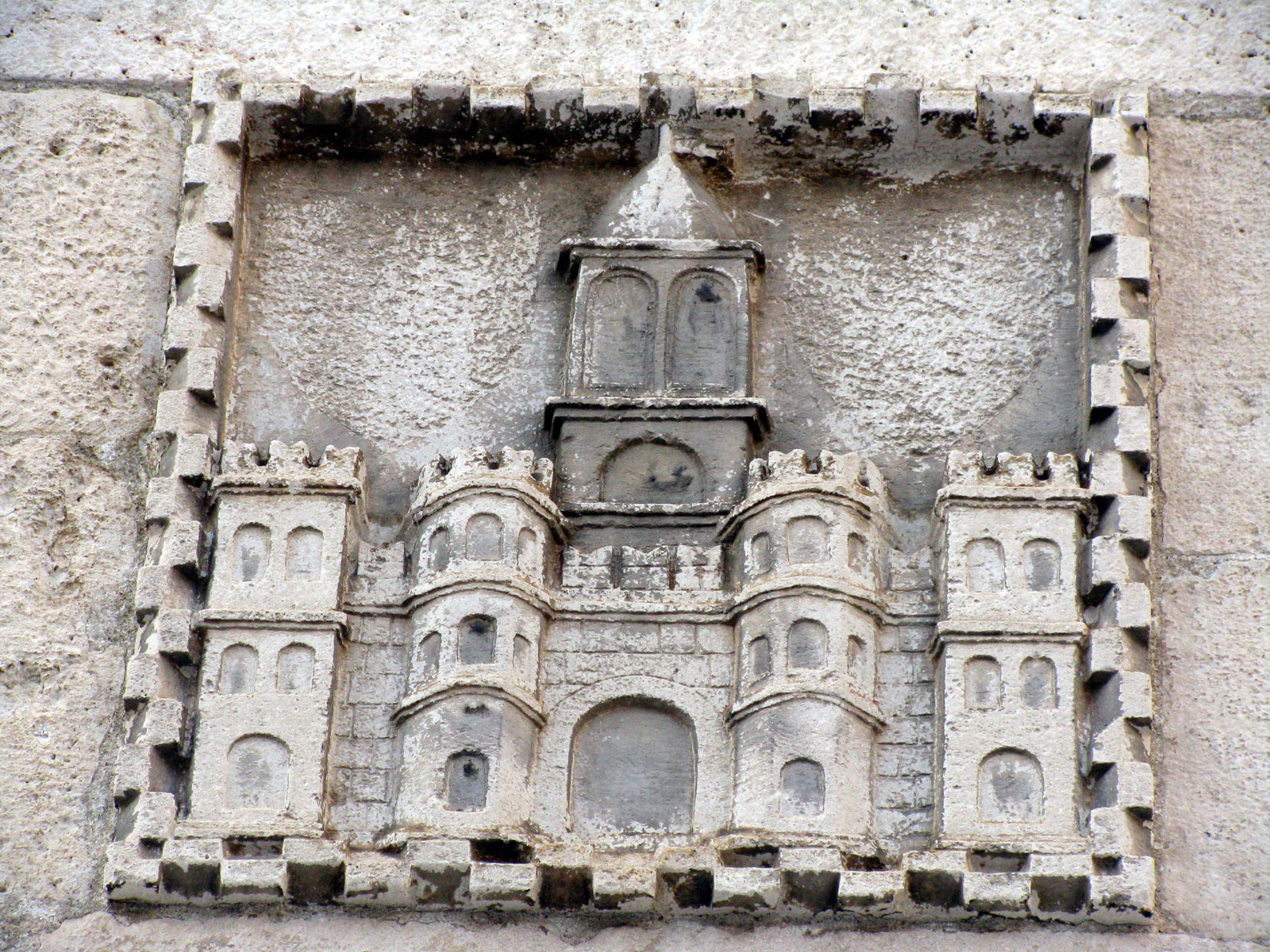
Vyřezávaný znak na budově Etnografického muzea
Znak Splitu (do roku 1945)
Znak Splitu (1969–1991)